# Karl-Heinz Strauss
Karl-Heinz Strauss (* 27. November 1960 in Klagenfurt) ist ein österreichischer Baumanager. Strauss ist seit 2010 Generaldirektor der Porr.

## Werdegang
Strauss absolvierte an der HTL Mödling 1980 die Matura im Fachbereich Tiefbau. Er studierte an der Harvard University, an der Management Business School in St. Gallen und erwarb einen MBA an der IMADEC University in Wien.
Bei der Raiffeisen Zentralbank hatte er bis zum Jahr 2000 verschiedene Funktionen, darunter auch im Bereich Bau und Immobilien, inne. Anschließend gründete er die Strauss & Partner Immobilien GmbH, eines ihrer bekanntesten Projekte ist das Euro Plaza am Wienerberg. Nach einem Auswahlverfahren wurde er im September 2010 Generaldirektor der Porr. Seither hat er durch eine Abspaltung der Immobiliensparte vom Baukonzern und eine Konzentration auf Österreich, die Bundesrepublik Deutschland bestimmte Teile Osteuropas (Polen und Tschechien) im Hinblick auf das Baugeschäft sowie durch einen Rückzug aus dem Nahen Osten mit Ausnahme des Emirats Katar die Porr AG weitgehend aus den Schulden geführt. Die Porr AG wurde unter seiner Leitung vom drittgrößten zum zweitgrößten Baukonzern Österreichs. Den Ausschlag dafür gab zusätzlich der Konkurs der Alpine Holding im Jahr 2013. Porr konnte zwei Tochterfirmen des insolventen Baukonzerns übernehmen und zwar die Grund- Pfahl- und Sonderbau GmbH (GPS) und die Firma Stump, die in Deutschland, Polen und Tschechien tätig war. Insgesamt wurden rund 500 Mitarbeiter übernommen. Als wesentliche Herausforderung in der Baubranche sieht er den Fachkräftemangel bzw. die Ausbildung der nächsten Generation.
Vom österreichischen Industriemagazin wurde er 2020 auf der Liste der 1000 einflussreichsten österreichischen Manager auf Platz zehn gereiht.
Strauss ist verheiratet und hat zwei Kinder.